# Cycas szechuanensis
Cycas szechuanensis — вид голонасінних рослин класу саговникоподібні (Cycadopsida).
Етимологія: від Сичуань (Sichuan) провінції, з суфіксом -ensis латинською — місце походження, у помилковому припущенні, що цей вид був родом з області, де він насправді культивується.

## Опис
Стовбури деревовиді або безстеблеві, до 0–2 м заввишки, 15–25 см діаметром у вузькому місці; 6–20 листків у кроні. Листки темно-зелені, дуже блискучі, довжиною 120–380 см. Мегаспорофіли 16–24 см завдовжки, коричнево-повстяні.

## Поширення, екологія
Країни поширення: Китай (Фуцзянь, Гуандун). Цей вид росте у вологих зімкнутих лісах або рідколіссях.

## Загрози та охорона
Середовище проживання значно погіршилося у деяких районах. Вид також експлуатується для торгівлі як декоративна рослина. Популяції розташовані у англ. Ruiyunshan Nature Reserve у провінції Фуцзянь.